# Élections cantonales de 1992 dans la Haute-Loire
Les élections cantonales ont eu lieu les 22 et 29 mars 1992.
Lors de ces élections, 17 des 35 cantons de la Haute-Loire ont été renouvelés. Elles ont vu la reconduction de la majorité UDF dirigée par Jacques Barrot, président du conseil général depuis 1976.

## Résultats à l’échelle du département
Répartition départementale des résultats (2e tour).
- PS (19,56 %)
- Majorité (8,37 %)
- Régionalistes (2,48 %)
- UDF (46,02 %)
- DVD (17,72 %)
- FN (5,85 %)

| Étiquette      | Étiquette                          | Premier tour | Premier tour | Second tour | Second tour | Sièges |
| Étiquette      | Étiquette                          | Voix         | %            | Voix        | %           | Sièges |
| -------------- | ---------------------------------- | ------------ | ------------ | ----------- | ----------- | ------ |
|                | Parti socialiste                   | 6 531        | 11,74        | 5 640       | 19,56       | 0      |
|                | Majorité présidentielle            | 3 889        | 6,99         | 2 414       | 8,37        | 0      |
|                | Parti communiste français          | 1 772        | 3,19         |             |             |        |
|                | Extrême gauche                     | 1 429        | 2,57         |             |             |        |
| Gauche         | Gauche                             | 13 621       | 24,49        | 8 054       | 27,93       | 0      |
|                |                                    |              |              |             |             |        |
|                | Union pour la démocratie française | 18 801       | 33,81        | 13 266      | 46,02       | 12     |
|                | Divers droite                      | 12 980       | 23,34        | 5 109       | 17,72       | 5      |
|                | Front national                     | 4 625        | 8,32         | 1 685       | 5,85        | 0      |
|                | Rassemblement pour la République   | 1 617        | 2,91         |             |             |        |
| Droite         | Droite                             | 38 023       | 68,38        | 20 060      | 69,59       | 17     |
|                |                                    |              |              |             |             |        |
|                | Les Verts                          | 3452         | 6,21         |             |             |        |
|                |                                    |              |              |             |             |        |
|                | Régionalistes                      | 514          | 0,92         | 714         | 2,48        | 0      |
|                |                                    |              |              |             |             |        |
| Inscrits       | Inscrits                           | 77 670       | 100,00       | 44 505      | 100,00      |        |
| Abstention     | Abstention                         | 19 169       | 24,68        | 13 795      | 31,00       |        |
| Votants        | Votants                            | 58 501       | 75,32        | 30 710      | 69,00       |        |
| Blancs et nuls | Blancs et nuls                     | 2 891        | 4,94         | 1 882       | 6,13        |        |
| Exprimés       | Exprimés                           | 55 610       | 95,06        | 28 828      | 93,87       |        |

## Résultats par canton

### Canton d'Auzon
| Candidats      | Candidats           | Étiquette      | Premier tour | Premier tour | Second tour | Second tour |
| Candidats      | Candidats           | Étiquette      | Voix         | %            | Voix        | %           |
| -------------- | ------------------- | -------------- | ------------ | ------------ | ----------- | ----------- |
|                | Gabriel Gay*        | PS             | 1 905        | 39,25        | 2 351       | 49,06       |
|                | Roland Rivière      | DVD            | 1 685        | 34,72        | 2 441       | 50,94       |
|                | Hélène Le Guezennec | FN             | 445          | 9,17         |             |             |
|                | Yves Courtine       | DVD            | 418          | 8,61         |             |             |
|                | André Beal          | PCF            | 400          | 8,24         |             |             |
|                |                     |                |              |              |             |             |
| Inscrits       | Inscrits            | Inscrits       | 7 421        | 100,00       | 7 420       | 100,00      |
| Abstention     | Abstention          | Abstention     | 2 140        | 28,84        | 2 339       | 31,52       |
| Votants        | Votants             | Votants        | 5 281        | 71,16        | 5 081       | 68,48       |
| Blancs et nuls | Blancs et nuls      | Blancs et nuls | 428          | 8,10         | 289         | 5,69        |
| Exprimés       | Exprimés            | Exprimés       | 4 853        | 91,90        | 4 792       | 94,31       |

*sortant

### Canton de Blesle
| Candidats      | Candidats                  | Étiquette      | Premier tour | Premier tour | Second tour | Second tour |
| Candidats      | Candidats                  | Étiquette      | Voix         | %            | Voix        | %           |
| -------------- | -------------------------- | -------------- | ------------ | ------------ | ----------- | ----------- |
|                | Alain Berchebru de Foucaud | DVD            | 431          | 30,90        | 601         | 42,18       |
|                | René Aubijoux              | PS             | 391          | 28,03        | 522         | 36,63       |
|                | Gilbert Grimault           | DVD            | 368          | 26,38        | 302         | 21,19       |
|                | Patrice Douix              | EXG            | 93           | 6,67         |             |             |
|                | Henri Gontier              | PCF            | 59           | 4,23         |             |             |
|                | Jeanne Taillefer           | FN             | 53           | 3,80         |             |             |
|                |                            |                |              |              |             |             |
| Inscrits       | Inscrits                   | Inscrits       | 1 845        | 100,00       | 1 845       | 100,00      |
| Abstention     | Abstention                 | Abstention     | 377          | 20,43        | 380         | 20,60       |
| Votants        | Votants                    | Votants        | 1 468        | 79,57        | 1 465       | 79,40       |
| Blancs et nuls | Blancs et nuls             | Blancs et nuls | 73           | 4,97         | 40          | 2,73        |
| Exprimés       | Exprimés                   | Exprimés       | 1 395        | 95,03        | 1 425       | 97,27       |

### Canton de Brioude-Nord
| Candidats      | Candidats             | Étiquette      | Premier tour | Premier tour | Second tour | Second tour |
| Candidats      | Candidats             | Étiquette      | Voix         | %            | Voix        | %           |
| -------------- | --------------------- | -------------- | ------------ | ------------ | ----------- | ----------- |
|                | Jean-Paul Chambriard* | UDF            | 1 691        | 46,55        | 1 874       | 51,81       |
|                | Jean-Noël Lheritier   | PS             | 1 322        | 36,39        | 1 743       | 48,19       |
|                | Pierre Pommarel       | Verts          | 265          | 7,29         |             |             |
|                | Marc Maurin           | PCF            | 183          | 5,04         |             |             |
|                | André Giron           | FN             | 172          | 4,73         |             |             |
|                |                       |                |              |              |             |             |
| Inscrits       | Inscrits              | Inscrits       | 5 143        | 100,00       | 5 141       | 100,00      |
| Abstention     | Abstention            | Abstention     | 1 276        | 24,81        | 1 348       | 26,22       |
| Votants        | Votants               | Votants        | 3 867        | 75,19        | 3 793       | 73,78       |
| Blancs et nuls | Blancs et nuls        | Blancs et nuls | 234          | 6,05         | 176         | 4,64        |
| Exprimés       | Exprimés              | Exprimés       | 3 633        | 93,95        | 3 617       | 95,36       |

*sortant

### Canton de Fay-sur-Lignon
| Candidats      | Candidats            | Étiquette      | Premier tour | Premier tour |
| Candidats      | Candidats            | Étiquette      | Voix         | %            |
| -------------- | -------------------- | -------------- | ------------ | ------------ |
|                | Gérard Roche*        | UDF            | 844          | 64,97        |
|                | Jean-Paul Valois     | PS             | 207          | 15,94        |
|                | Georges Chanon       | PS             | 86           | 6,62         |
|                | Patrick Jean         | FN             | 77           | 5,93         |
|                | Christian Maillebois | Verts          | 55           | 4,23         |
|                | Bernadette Gibert    | PCF            | 30           | 2,31         |
|                |                      |                |              |              |
| Inscrits       | Inscrits             | Inscrits       | 1 969        | 100,00       |
| Abstention     | Abstention           | Abstention     | 605          | 30,73        |
| Votants        | Votants              | Votants        | 1 364        | 69,27        |
| Blancs et nuls | Blancs et nuls       | Blancs et nuls | 65           | 4,77         |
| Exprimés       | Exprimés             | Exprimés       | 1 299        | 95,23        |

*sortant

### Canton de Lavoute-Chilhac
| Candidats      | Candidats           | Étiquette      | Premier tour | Premier tour | Second tour | Second tour |
| Candidats      | Candidats           | Étiquette      | Voix         | %            | Voix        | %           |
| -------------- | ------------------- | -------------- | ------------ | ------------ | ----------- | ----------- |
|                | Jean-Pierre Vigier  | RPR            | 738          | 43,75        | 993         | 62,65       |
|                | Jean Vigier*        | UDF            | 548          | 32,48        | Retrait     | Retrait     |
|                | Jean-Claude Peyroux | PS             | 256          | 15,17        | 592         | 37,35       |
|                | André Delair        | PS             | 55           | 3,26         |             |             |
|                | Martin Arnould      | Verts          | 48           | 2,85         |             |             |
|                | Jean Maurin         | PCF            | 22           | 1,30         |             |             |
|                | Jean-Louis Lecointe | FN             | 20           | 1,19         |             |             |
|                |                     |                |              |              |             |             |
| Inscrits       | Inscrits            | Inscrits       | 2 229        | 100,00       | 2 333       | 100,00      |
| Abstention     | Abstention          | Abstention     | 484          | 21,71        | 681         | 29,19       |
| Votants        | Votants             | Votants        | 1 745        | 78,29        | 1 652       | 70,81       |
| Blancs et nuls | Blancs et nuls      | Blancs et nuls | 58           | 3,32         | 67          | 4,06        |
| Exprimés       | Exprimés            | Exprimés       | 1 687        | 96,68        | 1 585       | 95,94       |

*sortant

### Canton de Loudes
| Candidats      | Candidats          | Étiquette      | Premier tour | Premier tour |
| Candidats      | Candidats          | Étiquette      | Voix         | %            |
| -------------- | ------------------ | -------------- | ------------ | ------------ |
|                | Michel Joubert*    | DVD            | 1 728        | 70,67        |
|                | Etienne Valladier  | Verts          | 260          | 10,63        |
|                | Marie-Jeanne Begey | PS             | 202          | 8,26         |
|                | Marie-Thérèse Ract | FN             | 188          | 7,69         |
|                | Louis Georjon      | PCF            | 67           | 2,74         |
|                |                    |                |              |              |
| Inscrits       | Inscrits           | Inscrits       | 3 544        | 100,00       |
| Abstention     | Abstention         | Abstention     | 900          | 25,40        |
| Votants        | Votants            | Votants        | 2 644        | 74,60        |
| Blancs et nuls | Blancs et nuls     | Blancs et nuls | 199          | 7,53         |
| Exprimés       | Exprimés           | Exprimés       | 2 445        | 92,47        |

*sortant

### Canton de Monistrol-sur-Loire
| Candidats      | Candidats      | Étiquette      | Premier tour | Premier tour |
| Candidats      | Candidats      | Étiquette      | Voix         | %            |
| -------------- | -------------- | -------------- | ------------ | ------------ |
|                | Guy Granger    | DVD            | 3 107        | 58,02        |
|                | Alain Boulud   | FN             | 797          | 14,88        |
|                | Henri Aubert   | PS             | 648          | 12,10        |
|                | Antoine Royet  | Verts          | 563          | 10,51        |
|                | Marthe Fabris  | PCF            | 240          | 4,48         |
|                |                |                |              |              |
| Inscrits       | Inscrits       | Inscrits       | 7 464        | 100,00       |
| Abstention     | Abstention     | Abstention     | 1 776        | 23,79        |
| Votants        | Votants        | Votants        | 5 688        | 76,21        |
| Blancs et nuls | Blancs et nuls | Blancs et nuls | 333          | 5,85         |
| Exprimés       | Exprimés       | Exprimés       | 5 355        | 94,15        |

### Canton de Montfaucon-en-Velay
| Candidats      | Candidats           | Étiquette      | Premier tour | Premier tour |
| Candidats      | Candidats           | Étiquette      | Voix         | %            |
| -------------- | ------------------- | -------------- | ------------ | ------------ |
|                | Jean-Pierre Marcon* | UDF            | 2 301        | 56,15        |
|                | Jean-Claude Saby    | DVD            | 997          | 24,33        |
|                | Gérard Dumalle      | FN             | 459          | 11,20        |
|                | Michelle Faure      | Verts          | 247          | 6,03         |
|                | Lucien Bonnet       | PCF            | 94           | 2,29         |
|                |                     |                |              |              |
| Inscrits       | Inscrits            | Inscrits       | 5 571        | 100,00       |
| Abstention     | Abstention          | Abstention     | 1 266        | 22,72        |
| Votants        | Votants             | Votants        | 4 305        | 77,28        |
| Blancs et nuls | Blancs et nuls      | Blancs et nuls | 207          | 4,81         |
| Exprimés       | Exprimés            | Exprimés       | 4 098        | 95,19        |

*sortant

### Canton de Pradelles
| Candidats      | Candidats           | Étiquette      | Premier tour | Premier tour |
| Candidats      | Candidats           | Étiquette      | Voix         | %            |
| -------------- | ------------------- | -------------- | ------------ | ------------ |
|                | Jean Allegre*       | UDF            | 1 322        | 54,92        |
|                | Robert Menabe       | DVD            | 422          | 17,53        |
|                | Gilles Romand       | PS             | 396          | 16,45        |
|                | Guy Sauron          | EXG            | 176          | 7,31         |
|                | Christian Jacquinot | FN             | 76           | 3,16         |
|                | Jean Tauleigne      | PCF            | 15           | 0,62         |
|                |                     |                |              |              |
| Inscrits       | Inscrits            | Inscrits       | 3 053        | 100,00       |
| Abstention     | Abstention          | Abstention     | 592          | 19,39        |
| Votants        | Votants             | Votants        | 2 461        | 80,61        |
| Blancs et nuls | Blancs et nuls      | Blancs et nuls | 54           | 2,19         |
| Exprimés       | Exprimés            | Exprimés       | 2 407        | 97,81        |

*sortant

### Canton du Puy-en-Velay-Est
| Candidats      | Candidats             | Étiquette      | Premier tour | Premier tour | Second tour | Second tour |
| Candidats      | Candidats             | Étiquette      | Voix         | %            | Voix        | %           |
| -------------- | --------------------- | -------------- | ------------ | ------------ | ----------- | ----------- |
|                | Jean-Jacques Bringold | UDF            | 1 915        | 39,53        | 2 302       | 54,89       |
|                | Jean-Louis Exbrayat   | PS             | 1 306        | 26,96        | 1 892       | 45,11       |
|                | Gilles Brun           | Verts          | 599          | 12,37        |             |             |
|                | Henri Bissuel         | FN             | 451          | 9,31         |             |             |
|                | Joseph Servant        | PS             | 342          | 7,06         |             |             |
|                | Raoul Saby            | PCF            | 231          | 4,77         |             |             |
|                |                       |                |              |              |             |             |
| Inscrits       | Inscrits              | Inscrits       | 7 029        | 100,00       | 7 028       | 100,00      |
| Abstention     | Abstention            | Abstention     | 1 951        | 27,76        | 2 505       | 35,64       |
| Votants        | Votants               | Votants        | 5 078        | 72,24        | 4 523       | 64,36       |
| Blancs et nuls | Blancs et nuls        | Blancs et nuls | 234          | 4,61         | 329         | 7,27        |
| Exprimés       | Exprimés              | Exprimés       | 4 844        | 95,39        | 4 194       | 92,73       |

### Canton du Puy-en-Velay-Ouest
| Candidats      | Candidats             | Étiquette      | Premier tour | Premier tour | Second tour | Second tour |
| Candidats      | Candidats             | Étiquette      | Voix         | %            | Voix        | %           |
| -------------- | --------------------- | -------------- | ------------ | ------------ | ----------- | ----------- |
|                | Pierre Accassard*     | UDF            | 1 399        | 41,99        | 1 965       | 75,87       |
|                | Hubert Fayard         | FN             | 532          | 15,97        | 625         | 24,13       |
|                | André Roure           | PS             | 448          | 13,45        |             |             |
|                | Jean-Jacques Orfeuvre | Verts          | 426          | 12,79        |             |             |
|                | René Beauzac          | PS             | 232          | 6,96         |             |             |
|                | Raymond Vacheron      | EXG            | 210          | 6,30         |             |             |
|                | Elie Auberger         | PCF            | 85           | 2,55         |             |             |
|                |                       |                |              |              |             |             |
| Inscrits       | Inscrits              | Inscrits       | 5 259        | 100,00       | 5 131       | 100,00      |
| Abstention     | Abstention            | Abstention     | 1 763        | 33,52        | 2 116       | 41,24       |
| Votants        | Votants               | Votants        | 3 496        | 66,48        | 3 015       | 58,76       |
| Blancs et nuls | Blancs et nuls        | Blancs et nuls | 164          | 4,69         | 425         | 14,10       |
| Exprimés       | Exprimés              | Exprimés       | 3 332        | 95,31        | 2 590       | 85,90       |

*sortant

### Canton de Saint-Julien-Chapteuil
| Candidats      | Candidats        | Étiquette      | Premier tour | Premier tour | Second tour | Second tour |
| Candidats      | Candidats        | Étiquette      | Voix         | %            | Voix        | %           |
| -------------- | ---------------- | -------------- | ------------ | ------------ | ----------- | ----------- |
|                | Jean Roche       | UDF            | 1 247        | 35,83        | 1 588       | 48,77       |
|                | Jean-Paul Thivel | PS             | 620          | 17,82        | 954         | 29,30       |
|                | André Raveyre    | EXG            | 611          | 17,56        | Retrait     | Retrait     |
|                | Gustave Alirol   | REG            | 514          | 14,77        | 714         | 21,93       |
|                | Daniel Decot     | PS             | 282          | 8,10         |             |             |
|                | Lucien Chavet    | FN             | 152          | 4,37         |             |             |
|                | Edouard Besset   | PCF            | 54           | 1,55         |             |             |
|                |                  |                |              |              |             |             |
| Inscrits       | Inscrits         | Inscrits       | 4 634        | 100,00       | 4 634       | 100,00      |
| Abstention     | Abstention       | Abstention     | 981          | 21,17        | 1 181       | 25,49       |
| Votants        | Votants          | Votants        | 3 653        | 78,83        | 3 453       | 74,51       |
| Blancs et nuls | Blancs et nuls   | Blancs et nuls | 173          | 4,74         | 197         | 5,71        |
| Exprimés       | Exprimés         | Exprimés       | 3 480        | 95,26        | 3 256       | 94,29       |

### Canton de Saint-Paulien
| Candidats      | Candidats         | Étiquette      | Premier tour | Premier tour |
| Candidats      | Candidats         | Étiquette      | Voix         | %            |
| -------------- | ----------------- | -------------- | ------------ | ------------ |
|                | Jean Boyer*       | UDF            | 2 050        | 76,18        |
|                | Alfred Chirol     | Verts          | 259          | 9,62         |
|                | Roger Chaduc      | FN             | 178          | 6,61         |
|                | Patrice Passel    | PS             | 164          | 6,09         |
|                | Jean-Paul Gimbert | PCF            | 40           | 1,49         |
|                |                   |                |              |              |
| Inscrits       | Inscrits          | Inscrits       | 3 585        | 100,00       |
| Abstention     | Abstention        | Abstention     | 749          | 20,89        |
| Votants        | Votants           | Votants        | 2 836        | 79,11        |
| Blancs et nuls | Blancs et nuls    | Blancs et nuls | 145          | 5,11         |
| Exprimés       | Exprimés          | Exprimés       | 2 691        | 94,89        |

*sortant

### Canton de Sainte-Sigolène
| Candidats      | Candidats        | Étiquette      | Premier tour | Premier tour | Second tour | Second tour |
| Candidats      | Candidats        | Étiquette      | Voix         | %            | Voix        | %           |
| -------------- | ---------------- | -------------- | ------------ | ------------ | ----------- | ----------- |
|                | Michel Januel    | UDF            | 1 401        | 37,56        | 2 048       | 65,89       |
|                | Yves Braye       | DVD            | 914          | 24,50        | Retrait     | Retrait     |
|                | Françoise Offrey | FN             | 580          | 15,55        | 1 060       | 34,11       |
|                | Daniel Roux      | RPR            | 377          | 10,11        |             |             |
|                | François Reigner | PS             | 257          | 6,89         |             |             |
|                | Bernard Ducrocq  | Verts          | 162          | 4,34         |             |             |
|                | Lucien Drevet    | PCF            | 39           | 1,05         |             |             |
|                |                  |                |              |              |             |             |
| Inscrits       | Inscrits         | Inscrits       | 4 904        | 100,00       | 4 902       | 100,00      |
| Abstention     | Abstention       | Abstention     | 1 065        | 21,72        | 1 596       | 32,56       |
| Votants        | Votants          | Votants        | 3 839        | 78,28        | 3 306       | 67,44       |
| Blancs et nuls | Blancs et nuls   | Blancs et nuls | 109          | 2,84         | 198         | 5,99        |
| Exprimés       | Exprimés         | Exprimés       | 3 730        | 97,16        | 3 108       | 94,01       |

### Canton de Saugues
| Candidats      | Candidats            | Étiquette      | Premier tour | Premier tour |
| Candidats      | Candidats            | Étiquette      | Voix         | %            |
| -------------- | -------------------- | -------------- | ------------ | ------------ |
|                | Georges Vieilledent* | UDF            | 2 177        | 68,57        |
|                | Jean-Louis Laurent   | RPR            | 502          | 15,81        |
|                | Jean-Marie Vedrenne  | Verts          | 234          | 7,37         |
|                | Pierre Martin        | FN             | 152          | 4,79         |
|                | Maurice Thaveron     | PCF            | 110          | 3,46         |
|                |                      |                |              |              |
| Inscrits       | Inscrits             | Inscrits       | 4 196        | 100,00       |
| Abstention     | Abstention           | Abstention     | 834          | 19,88        |
| Votants        | Votants              | Votants        | 3 362        | 80,12        |
| Blancs et nuls | Blancs et nuls       | Blancs et nuls | 187          | 5,56         |
| Exprimés       | Exprimés             | Exprimés       | 3 175        | 94,44        |

*sortant

### Canton de Solignac-sur-Loire
| Candidats      | Candidats             | Étiquette      | Premier tour | Premier tour |
| Candidats      | Candidats             | Étiquette      | Voix         | %            |
| -------------- | --------------------- | -------------- | ------------ | ------------ |
|                | Michel Decolin        | DVD            | 1 621        | 53,73        |
|                | Jean-Pierre Brossier* | PS             | 1 074        | 35,60        |
|                | Jacques Adam          | Verts          | 150          | 4,97         |
|                | Didier Meunier        | FN             | 112          | 3,71         |
|                | Amédée Gomez          | PCF            | 60           | 1,99         |
|                |                       |                |              |              |
| Inscrits       | Inscrits              | Inscrits       | 3 752        | 100,00       |
| Abstention     | Abstention            | Abstention     | 656          | 17,48        |
| Votants        | Votants               | Votants        | 3 096        | 82,52        |
| Blancs et nuls | Blancs et nuls        | Blancs et nuls | 79           | 2,55         |
| Exprimés       | Exprimés              | Exprimés       | 3 017        | 97,45        |

*sortant

### Canton de Tence
| Candidats      | Candidats            | Étiquette      | Premier tour | Premier tour | Second tour | Second tour |
| Candidats      | Candidats            | Étiquette      | Voix         | %            | Voix        | %           |
| -------------- | -------------------- | -------------- | ------------ | ------------ | ----------- | ----------- |
|                | Jean Digonnet*       | UDF            | 1 906        | 45,72        | 2 496       | 58,58       |
|                | Raymond Vincent      | DVD            | 1 265        | 30,34        | 1 765       | 41,42       |
|                | Bernard Gouit        | EXG            | 339          | 8,13         |             |             |
|                | Marie-Claude Brottes | PS             | 227          | 5,44         |             |             |
|                | Annick Hugon         | Verts          | 184          | 4,41         |             |             |
|                | Gerard Astic         | FN             | 181          | 4,34         |             |             |
|                | Léon Fabris          | PCF            | 43           | 1,03         |             |             |
|                | Marius Gras          | DVD            | 24           | 0,58         |             |             |
|                |                      |                |              |              |             |             |
| Inscrits       | Inscrits             | Inscrits       | 6 072        | 100,00       | 6 071       | 100,00      |
| Abstention     | Abstention           | Abstention     | 1 754        | 28,89        | 1 649       | 27,16       |
| Votants        | Votants              | Votants        | 4 318        | 71,11        | 4 422       | 72,84       |
| Blancs et nuls | Blancs et nuls       | Blancs et nuls | 149          | 3,45         | 161         | 3,64        |
| Exprimés       | Exprimés             | Exprimés       | 4 169        | 96,55        | 4 261       | 96,36       |

*sortant